# James B. Cunningham
James Blair Cunningham (Allentown, 1952) es un diplomático estadounidense, que se desempeñó como embajador en Israel (2008-2011), Afganistán (2012-2014) y representante permanente ante las Naciones Unidas de forma interina en 2001.

## Biografía
Se graduó de la Escuela Maxwell de Ciudadanía y Asuntos Públicos de la Universidad de Siracusa en 1974, con títulos en ciencias políticas y psicología.
Luego de ingresar al servicio exterior, ocupó diversos cargos en Estocolmo, Roma, Bruselas (misión estadounidense ante la OTAN) y en el Departamento de Estado.
Fue jefe de personal del secretario general de la Organización del Tratado del Atlántico Norte (OTAN), Manfred Wörner de 1989 a 1990. Luego de la invasión iraquí de Kuwait, fue designado asesor adjunto para asuntos políticos de la misión de los Estados Unidos ante las Naciones Unidas, cargo que ocupó entre 1990 y 1992. Posteriormente fue director de la oficina de seguridad europea y asuntos políticos del Departamento de Estado entre 1993 y 1995.
Fue jefe de misión adjunto de la embajada de los Estados Unidos en Roma de 1996 a 1999, y representante permanente adjunto ante las Naciones Unidas entre 1999 y 2004. Entre enero y septiembre de 2001 ejerció de forma interina como jefe de misión. Fue presidente del Consejo de Seguridad de las Naciones Unidas durante los meses de mayo de 2001, agosto de 2002 y octubre de 2003.
Posteriormente, fue cónsul general de los Estados Unidos en Hong Kong y Macao entre 2005 y 2008, embajador de los Estados Unidos en Israel de 2008 a 2011 y embajador en Afganistán entre 2012 y 2014, designado por el presidente Barack Obama.
Ha recibido premios del Departamento de Estado; el premio al Servicio Meritorio del Presidente; entre otros. Es miembro del Consejo de Relaciones Exteriores y de la Sociedad de Asia.